# Lordomyrma
Lordomyrma é um gênero de insetos, pertencente a família Formicidae.

## Espécies
- Lordomyrma azumai
- Lordomyrma bensoni
- Lordomyrma caledonica
- Lordomyrma crawleyi
- Lordomyrma cryptocera
- Lordomyrma desupra
- Lordomyrma epinotalis
- Lordomyrma furcifera
- Lordomyrma infundibuli
- Lordomyrma leae
- Lordomyrma levifrons
- Lordomyrma niger
- Lordomyrma nigra
- Lordomyrma punctiventris
- Lordomyrma rouxi
- Lordomyrma rugosa
- Lordomyrma sarasini
- Lordomyrma striatella
- Lordomyrma tortuosa